# Hagenwerder
Hagenwerder (bis 1936 Nikrisch, früher auch Nickrisch; obersorbisch Nikriš) ist seit der sächsischen Kreisreform von 1994 ein Ortsteil von Görlitz.

## Geschichte

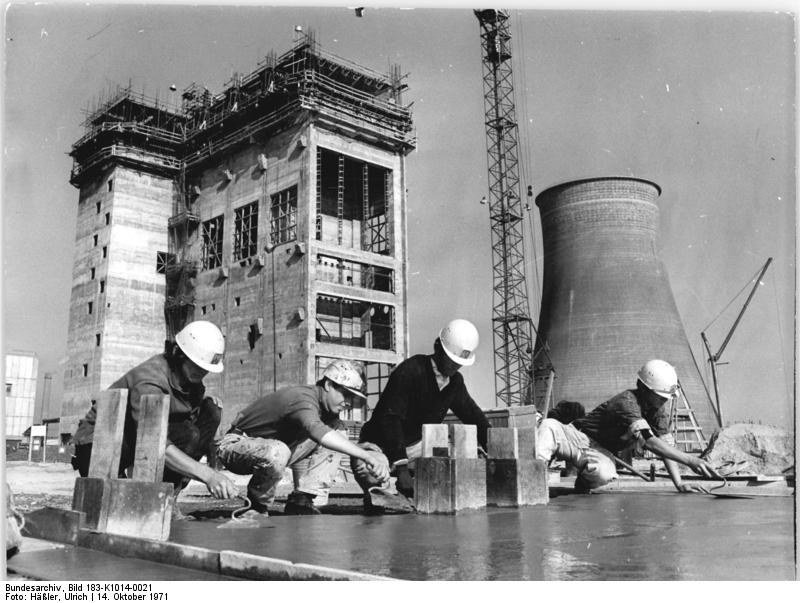
Kraftwerk Hagenwerder – ausgezeichnet als Betrieb der sozialistischen Arbeit

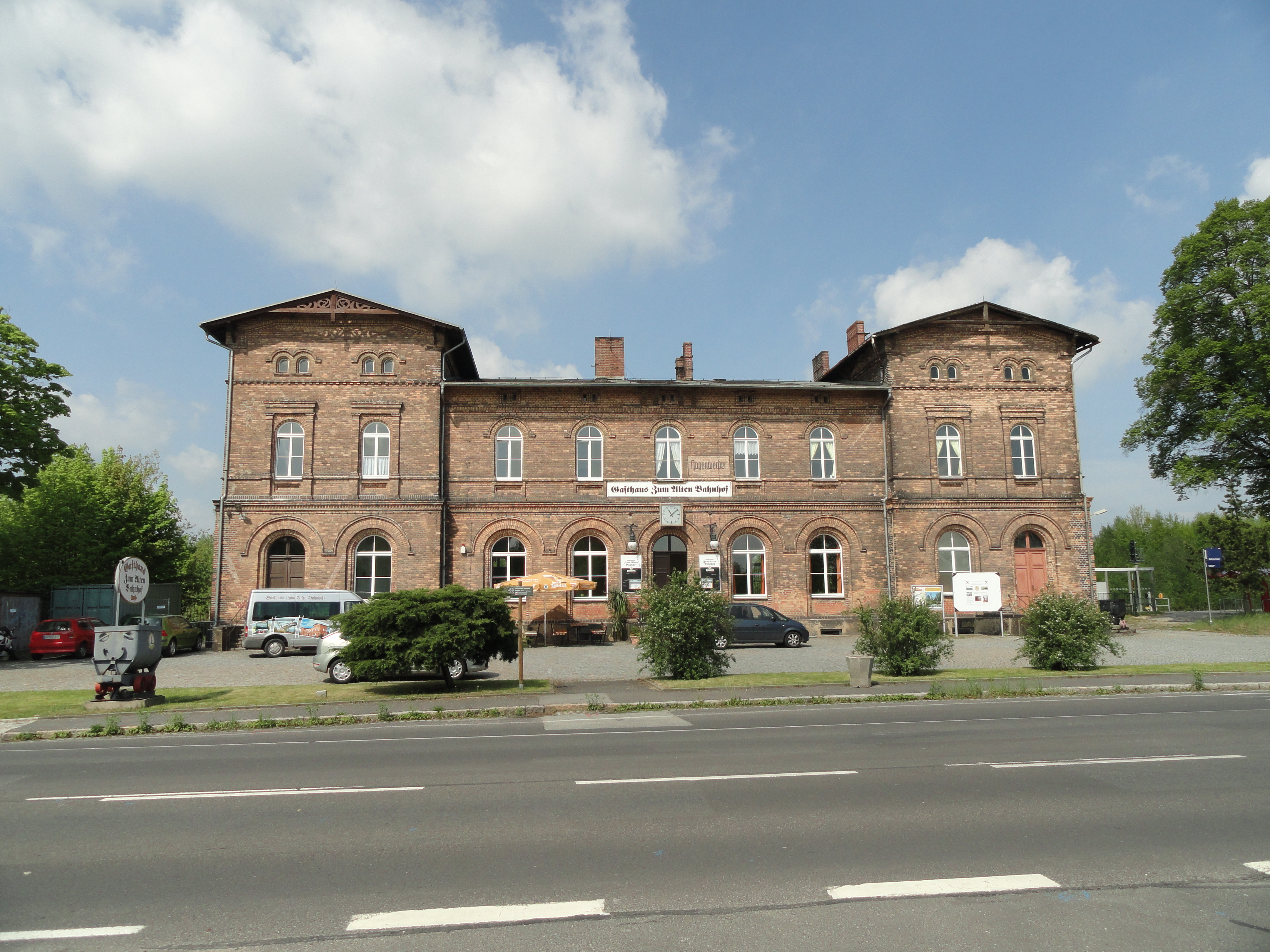
Bahnhof Hagenwerder

Den ersten Quellenbeleg für die Existenz des Dorfes Nikrisch findet sich 1335 als „Nickers“ und im Jahr 1340 wird im ältesten Görlitzer Stadtbuch ein „Jakof von Nikrozhin“ erwähnt. Der historische Kern von Nikrisch (von einem altsorbischen Personennamen Nikroš oder Nikrošin abgeleitet) ist durch Namen, Ortsanlage und Flurform als alter sorbischer Weiler ausgewiesen und bildet wohl mit seinen Nachbarorten beidseits der Neiße einen der frühsten Siedlungskerne der östlichen Oberlausitz. Gräberfunde aus der frühen Eisenzeit zeigen eine noch frühere Besiedlung an. Im ausgehenden Mittelalter erwarb der Görlitzer Bürgermeister Georg Emmerich den heute in Teilen noch erhaltenen Gutshof in Nikrisch. 
1937 wurde der Ort im Rahmen der nationalsozialistischen Germanisierung Lausitzer Ortsnamen in Hagenwerder umbenannt. Im Gegensatz zu den meisten anderen Orten erhielt der Ort seinen ursprünglichen Namen nie zurück. Zusammen mit Tauchritz bildete der Ort bis 1994 eine selbstständige Gemeinde.
In Hagenwerder befand sich das Kraftwerk Hagenwerder, welches zusammen mit dem benachbarten Tagebau Berzdorf der Hauptarbeitgeber in der Region war und dem der Ort die Ausweitung durch ein großes Wohngebiet im Süden des alten Dorfkerns verdankt. 1997 wurde das Kraftwerk durch die VEAG geschlossen sowie die Kohleförderung im Tagebau beendet, bald darauf schloss auch die Schule des Ortes.

## Hagenwerder heute
Viele privatisierte Wohnungen und Häuser sind entstanden und Hagenwerder ist zu einer ruhigen Wohngegend geworden. Zur Entlastung des Hauptgrenzübergangs in Görlitz wurde im Ort ein neuer Übergang in Richtung Radomierzyce (Radmeritz) geöffnet.

## Sehenswürdigkeiten
- Berzdorfer See (geflutetes Tagebaurestloch)
- Ehemaliger Schaufelradbagger Nr. 1452, der nahe dem Bahnhof zu besichtigen ist
- Herrenhaus des ehemaligen Rittergutes

## Veranstaltungen

### 2000–2006: House of Summer
Das House of Summer-Festival der elektronischen Musik mit etwa 3.000 Besuchern fand von 2000 bis 2006 im Freibad des  Ortsteils statt.
Im Jahre 1993 fand das erste Mal eine offizielle Veranstaltung unter diesem Namen gleich zweimal statt. Die damaligen Veranstaltungsorte waren Eiserode und das Freibad in Obercunnersdorf. Von 1994 bis 1997 wechselte der Ort ständig. Schlegeler Teiche, Sandgrube Hainewalde sowie das Volksbad Niederoderwitz wurde als Festivalplatz genutzt.
In den Jahren 1998 und 1999 wurde das House of Summer auf Grund der schwindenden Resonanz der Vorjahre nicht veranstaltet.
Im Jahr 2000 griff man die Idee erneut auf und wählte einen festen Ort für das Ereignis. Die Wahl fiel auf das Freibad Hagenwerder mit seiner beeindruckenden Kulisse eines stillgelegten Kraftwerks im Hintergrund. Durch die Lage direkt im Dreiländereck Polen-Tschechien-Deutschland verstärkte sich der internationale und multikulturelle Aspekt dieses Festivals. Gewachsen war mit den Jahren auch die Zahl der Floors (Bühnen) und der unterschiedlichen Musikrichtungen. So gab es 2006 erstmals neben Main-, Techno-, House- und Loungefloors eine Arena für Broken Beats und Drum & Bass. Neben dem eigentlichen Festival am Abend und in der Nacht bis zum nächsten Mittag gab es am Nachmittag ein beinahe traditionell gewachsenes Kulturprogramm mit Workshops, Nachwuchswettbewerben, Fußballturnier und dem nicht ganz ernst gemeinten House-of-Halma-Wettstreit.
Verantwortlich für Planung und Durchführung des Festivals war der House of Summer e. V.

### Seit 2007: Bergmannsfest
Am ersten Juliwochenende findet das Bergmannsfest statt.

### 2008–2010: la pampa
Von 2008 bis 2010 fand im Freibad Hagenwerder das Indierock-Festival la pampa-Festival jährlich im Juli statt.
- 2008: Künstler u. a.: Polarkreis 18, Bratze, Girls in Hawaii, Jens Friebe.[6]
- 2009: Künstler u. a.: Bonaparte, ClickClickDecker, Portugal. The Man, The Audience, The Notwist[7]
- 2010: Künstler u. a.: Tocotronic, Get Well Soon, WhoMadeWho, Jens Friebe.[8][9]
- 2011 gab es ein la pampa in Exil in Dresden. Danach musste der organisierende La Pampa e. V. aufgeben.[10]

### 2010–2014: MoxxoM
2010 gab es das erste MoxxoM – Electronic Music Open Air im Mittelhof am Berzdorfer See. Von 2011 bis 2014 fand es im Freibad Hagenwerder statt.
- 2010 MoxxoM 01, Künstler u. a.: Pantha du Prince, Steffen Bennemann, Ronski Speed.[11]
- 2011 MoxxoM 02, Künstler u. a.: Robag Wruhme, Daniel Stefanik, Manamana, Steffen Bennemann, Monomood.[12]
- 2012 MoxxoM 03, Künstler u. a.: Alec Troniq, Chasing Kurt, Dwell On, Elef, Pentatones, udosson.[13]
- 2013 MoxxoM 04, Künstler u. a.: Claire, Clara Moto, Efdemin, Junikon, Monomood.[14]
- 2014 MoxxoM 05, Künstler u. a.: n.o.k., Bondexx, Ptaki, Tom Trago, Das Kraftfuttermischwerk, Insect O., SLG, Panthera Krause.[15]

## Verkehr
Hagenwerder liegt an der B 99 zwischen Görlitz und Zittau. Der Bahnhof Hagenwerder liegt an der Bahnstrecke Zittau–Hagenwerder sowie der ehemaligen Bahnstrecke Görlitz–Seidenberg und wird von den Zügen der Ostdeutschen Eisenbahngesellschaft angefahren. Er ist ein Halt auf der sogenannten Neißetalbahn. Die Züge verkehren zwischen Zittau über Görlitz, Weißwasser nach Cottbus.
Hagenwerder ist an das Netz der Görlitzer Verkehrsbetriebe angeschlossen. Die Stadtbuslinie E verkehrt von Weinhübel über Hagenwerder bis Tauchritz. Die Regionalverkehrslinie 12 der Kraftverkehrsgesellschaft Dreiländereck von Zittau nach Görlitz bedient ebenfalls den Ortsteil.